# 18.ª Avenida Suroeste
La 18.ª Avenida Suroeste (Decimoctava Avenida Suroeste) es una vía discontinua de orientación norte-sur ubicada en el cuadrante suroeste de Managua, Nicaragua. Recorre distintos barrios residenciales, comerciales e institucionales de la capital, en una secuencia de tramos no conectados que cruzan importantes vías arteriales.

## Trazado
El primer tramo comienza en la intersección con la 1.ª Calle Noroeste y la 18.ª Avenida Noroeste en el Barrio Santa Ana Sur, y se dirige hacia el sur hasta conectar con la 6.ª Calle Suroeste dentro de la Colonia Mántica.
Un segundo segmento continúa al sur desde un acceso en la NIC-2, cruzando la Pista Benjamín Zeledón dentro del Barrio Altagracia, pasando por el Barrio Andrés Castro hasta la intersección con la 25.ª Calle Suroeste.
El tramo final conecta a partir de la 30.ª Calle Suroeste en las cercanías de la Pista Juan Pablo II, sirviendo como vía de acceso para zonas habitacionales próximas al Memorial Sandino.

## Intersecciones principales
- 1.ª Calle Noroeste – Inicio del tramo norte en Santa Ana Sur
- 6.ª Calle Suroeste – Punto final del primer tramo en la Colonia Mántica
- NIC-2 – Vía arterial nacional, conecta los segmentos
- Pista Benjamín Zeledón – Cruce importante en Altagracia
- 25.ª Calle Suroeste – Intersección residencial/comercial en Andrés Castro
- 30.ª Calle Suroeste – Final en sector suroeste hacia la Pista Juan Pablo II

## Barrios que atraviesa
- Santa Ana Sur
- Colonia Mántica
- Altagracia
- Barrio Andrés Castro
- Barrio 380
- Colinas del Memorial

## Coordenadas
12°7′5″N 86°16′20″O / 12.11806, -86.27222